# الدون (میزوری)
الدون (به انگلیسی: Eldon) یک شهر در ایالات متحده آمریکا است که در شهرستان میلر، میزوری واقع شده‌است. الدون ۹٫۲۲ کیلومتر مربع مساحت و ۴٬۵۶۷ نفر جمعیت دارد و ۲۸۲ متر بالاتر از سطح دریا قرار دارد.